# Fred Blondin
Pour les articles homonymes, voir Blondin.
Fred Blondin, né Frédéric Saillard le 6 mars 1964 à Suresnes dans les Hauts-de-Seine est un chanteur, auteur-compositeur et musicien français.
Fred Blondin a publié 8 albums studios, a été nommé 2 fois aux Victoires de la musique dans la catégorie « Révélation masculine» et a composé de nombreuses chansons notamment pour Johnny Hallyday, Patricia Kaas, Michel Sardou, Yannick Noah, Julio Iglesias...

## Biographie

### Jeunesse et formation
Scolarisé à Suresnes (établissement Jean Macé) puis à Rueil-Malmaison (CES Les Bons raisins) où ses parents ont déménagé l’année de ses 10 ans, Fred poursuit ses études jusqu’en seconde au Lycée Richelieu de Rueil, puis entame des études d’arts graphiques à l’Académie Charpentier de Paris qu’il arrête un an après. Suivent ensuite un tas de petits boulots allant de « cordonnier minute » à pompiste, puis devient aide éducateur à la DDASS sous l’influence de son frère Dominique, lui-même éducateur à Saint-Germain-en-Laye (78).

### Les débuts
Blondin commence sa carrière sans avoir besoin de prénom, son premier opus s'appelant simplement Blondin. En signant chez Tréma pour son premier album en 1990, Blondin propose dix titres dont un le fait tout de suite entrer dans le « métier ». Avec Paris au bord des larmes (dont il compose la musique et coécrit les paroles avec Marc Strawzynski), il dévoile ses talents de guitariste, compositeur et celui d'interprète avec une voix « de jeune bluesman, grave, cassée. Mieux que cassée : usée ». Ce premier album lui vaut une première nomination aux Victoires de la musique dans la catégorie « Révélation masculine».

### Carrière et collaborations
Il est nommé aux Victoires de la musique dans la catégorie « Révélation masculine» une seconde fois en 1997 avec son troisième album L'amour libre dont le single Elle allume des bougies le révèle au grand public. Il enchaîne plusieurs tournées dont une en première partie de Johnny Hallyday durant sa tournée d'été de 1996. En 1999, il part en tournée avec ses musiciens sur une péniche. Ils vont de Paris jusqu'à Sète, assurant des concerts gratuits tous les soirs, depuis le toit de la péniche ou à l'intérieur de celle-ci en cas de mauvais temps.
Depuis les années 2000, il écrit et compose aussi pour d'autres artistes. En 2001, il compose Grâce à vous pour Frédéric Lerner. En 2003, il écrit et compose Dis-le-moi pour Johnny Hallyday sur l'album À la vie, à la mort. En 2005, il est l'auteur et le compositeur de Mon plus beau Noël et le compositeur de Ce qui ne tue pas nous rend plus fort, pour l'album Ma vérité de Johnny Hallyday. Toujours en 2005, il écrit et compose Ô mon Dieu pour Yannick Noah, et décide d’auto produire un nouvel album Même pas mal, qui voit le jour en 2011, en collaboration avec le producteur Dave Goodman (en) (Sex Pistols).
Puis en 2006, il écrit les paroles de C'est toi sur l'album Charango de Yannick Noah. En 2007, Julio Iglesias reprend le titre Donner, écrit et composé par Fred Blondin et figurant sur son album Mordre la poussière. En 2007, il compose deux titres Je reviendrai dans tes bras et Laquelle de toi pour l'album Le Cœur d'un homme de Johnny Hallyday.
En 2008, il compose et réalise le générique TV de l'émission Bouge la France sur la chaîne Public Sénat, mais aussi On s'est aimés sur l'album Ça ne finira jamais de Johnny Hallyday, ainsi que le titre Et s'il fallait le faire sur l'album Kabaret de Patricia Kaas. Cette dernière représentera d'ailleurs la France avec cette chanson au Concours de l'Eurovision de la chanson en 2009, à Moscou et finira 8e. Cette même année 2008, il est aussi l'un des parrains de la première édition du Tahiti guitare festival. En 2009 il compose avec le pianiste Yves Prével les musiques de la pièce de théâtre Panique au ministère ainsi que celles de La Cage aux folles avec Didier Bourdon et Christian Clavier, qui se joue de septembre 2009 à janvier 2011.
C'est en 2011 que Fred Blondin sort son album Même pas mal qu'il avait produit et réalisé en 2005 à Brême en Allemagne. Cette même année 2011, il compose les musiques de la pièce de théâtre d'Isabelle Mergault, L'Amour sur un plateau, avec Pierre Palmade, ainsi que le générique de l'émission de télé Midi en France présentée par Laurent Boyer tous les jours sur France 3. L'année 2012 est consacrée aux concerts à travers toute la France mais aussi en Belgique, au Maroc ou encore aux Seychelles dans une formule Seul en scène.
Le 26 août 2013 sort chez le label Atlantide Music, un EP de 4 titres.
En 2014 sort son 9e album Tiroir songsainsi que Mon très best of 1990-2010
En 2016 sort un double album live Sept à Sète enregistré au Casino de Sète
En 2017, il co-écrit et compose le titre Qui m'aime me tue pour le dernier album studio de Michel Sardou. Début d'année 2018 il sort un nouvel album studio Pas de vie sans blues avec les collaborations de Cali, Daran, Grand corps malade et Jacques Vénéruso puis suivra un concert célébrant ses 30 ans de carrière le 14 avril au Casino de Paris,. L'album Fred Blondin live au Casino de Paris sort l'année 2020. En 2023 la chanteuse québécoise Ginette Reno reprend sa chanson Donner sur l'album C'est tout moi.

## Discographie

### Albums
- 1989 : Paris au bord des larmes (45 tours)
- 1990 : Blondin
- 1992 : Pour une poussière d'ange
- 1996 : J'voudrais voir les îles
- 1999 : L'Amour libre
- 2000 : L'Amour libre (deuxième version)
- 2003 : Mordre la poussière
- 2011 : Même pas mal
- 2013 : Bonne journée (EP 4 titres)
- 2014 : Tiroir songs
- 2014 : Mon très Best Of : 1990-2010
- 2016 : Sept à Sète, live
- 2018 : Pas de vie sans blues
- 2020 : Fred Blondin live au Casino de Paris

### Collaborations
- 2001 : Grâce à vous - Frédéric Lerner
- 2002 : Dis-le-moi - Johnny Hallyday
- 2005 : Mon plus beau Noël, Ce qui ne tue pas nous rend plus fort - Johnny Hallyday
- 2006 : Ô mon Dieu, C'est toi - Yannick Noah
- 2007 : Donner - Julio Iglesias
- 2007 : Je reviendrai dans tes bras, Laquelle de toi - Johnny Hallyday
- 2008 : On s’est aimés - Johnny Hallyday
- 2008 : Et s'il fallait le faire - Patricia Kaas. Chanson représentant la France au Concours de l'Eurovision de la chanson en 2009
- 2017 : Qui m'aime me tue - Michel Sardou
- 2023 : Donner - Ginette Reno

## Distinctions

### Nominations
- Victoires de la musique 1991 : Révélation masculine de l'année
- Victoires de la musique 1997 : Révélation variétés